# Conquest of the Empire
Conquest of the Empire ist ein strategisches Brettspiel.
Dabei gilt es genau zwischen der alten Auflage von Conquest of the Empire von 1984 und der überarbeiteten Neuauflage zu differenzieren.
Da in Deutschland fast ausschließlich die Neuauflage verfügbar ist, wird sie in diesem Artikel in den Fokus gestellt werden.

## Geschichte des Spiels
Die allererste Version von Conquest of the Empire war das Spiel VI Caesars von Larry Harris, das 1982 bei einem kleinen Spielverlag namens The Citadel erschien. MB überarbeitete das Spiel leicht und veröffentlichte es im Rahmen der Gamemaster Series 1984 unter dem Namen Conquest of the Empire. Trotz der Überarbeitung galt das Spiel immer als fehlerhaft. Fans erstellten Errata und überarbeitete Regeln (z. B. bei den Katapulten), um das Spiel spielbarer zu machen. Da  Conquest of the Empire aber nie so den Bekanntheitsgrad wie etwa Axis&Allies erreichte, wurde es nicht mehr nachproduziert. So wurde es zu einem Geheimtipp und exklusiven Sammlerstück. 2005 brachte dann Eagle Games eine Neuauflage heraus. Die Sammlerpreise stürzten ein und das Spiel wurde der breiten Masse wieder zugänglicher. Dabei erhält die Ausgabe von Eagle Games zum einen die alten und editierten Regeln, zum zweiten eine neue Version mit zusätzlichen Elementen.

## Szenario
Das Spiel bildet den Machtkampf im Römischen Reich 200 n. Chr. ab.
In den verschiedenen Provinzen des Reiches erheben sich Cäsaren und ihre Generäle, um die anderen Mitbewerber in der Schlacht zu besiegen und die Herrschaft über das Imperium Romanum zu erlangen.
Dazu werden Städte errichtet, Straßen gebaut, Steuern erhoben aber auch Armeen ausgehoben, Kavallerie ausgebildet und Schiffe gezimmert.
Denn nach blutigen Kämpfen kann zum Schluss nur einer der neue Kaiser sein.

## Ausstattung
Die Ausstattung des Spiels ist sehr mächtig.
Der in drei Teilen mitgelieferte Spielplan, der das Imperium Romanum von Großbritannien bis zum Jordan darstellt, ist selbst für die Verhältnisse von epischen Brettspielen als groß zu bezeichnen.
Daneben enthält das Spiel über 300 Militärfiguren in sechs Farben, Städte, Straßen und Geldstücke. Alles ist aus Kunststoff und Plastik gefertigt.
Die Miniaturen sind detailliert und liebevoll gestaltet.
Der Detailgrad zeigt sich besonders an den Katapulten, die sogar richtig schießen können.
Außerdem gibt es noch spezielle Kampfwürfel.

## Spielprinzip
Jeder Spieler schlüpft in die Rolle eines Caesaren. Von seiner Startprovinz aus versucht er durch den Bau von Truppen die gegnerischen Caesaren zu fangen und die anderen Spieler zu besiegen.
Für den Bau von Truppen werden Steuereinnahmen benötigt, die man durch die Eroberungen von Spielfeldern und dem teuren Bau von Städten erlangt.
Dabei gilt es stets das Geld richtig zu investieren, da auch Straßen und Städte gebaut sein wollen. Außerdem kann die Inflation, die vom Spiel simuliert wird, zu akuter Geldknappheit führen.
Bei der Truppenbewegung geht Conquest of the Empire neue Wege. Denn jede Gruppe kann sich nur bewegen, wenn ein General dabei ist. Die können jedoch nicht nachproduziert werden und sind deshalb eine kostbare Ressource.
So muss der Spieler stets zwischen dem Nutzen seiner Bewegung und dem Risiko, dabei einen General zu verlieren, abwägen.
Kampfergebnisse werden ausgewürfelt, wobei eine gute Truppenmischung begünstigt wird.

## Kritik
Das Spiel selbst hat Tiefgang ohne zu komplex zu werden. Die Ausstattung gilt als vorbildhaft.
Allerdings kann das Spiel, da Angreifen nicht unbedingt belohnt wird, dazu neigen, sich etwas in die Länge zu ziehen.
In der neuen Ausgabe können durch doppeldeutige oder unklare Übersetzungen ins Deutsche Missverständnisse aufkommen. Daher ist es zu empfehlen, auch immer das englische Original der Regeln zur Hand zu haben.

## Herstellerangaben
Zu Conquest of the Empire gibt es immer wieder widersprüchliche Herstellerangaben, was auch mit den verschiedenen Versionen zusammenhängt. Mal wird das Spiel als ab zwölf Jahren und ab zwei Personen eingestuft, ein anderes Mal ab zehn Jahren und ab vier Spielern. Auch die Spieldauer wird sehr unterschiedlich angegeben. Aufgrund der Erfahrung von Spielern kann aber die im oberen Kasten dargestellte Einschätzung als treffend angesehen werden.

## Quelle und Weblinks
- Link zu Eagle Games
- Conquest of the Empire auf boardgamegeek
- Kritik auf spielbar.com (alte Version)